# Гурський Віктор В'ячеславович
Віктор В'ячеславович Гурський (19 січня 1939, місто Херсон, тепер Херсонської області — 26 квітня 2012, місто Херсон) — український радянський діяч, бригадир столярів Херсонського суднобудівного виробничого об'єднання. Депутат Верховної Ради УРСР 8—10-го скликань. 

## Біографія
З 1955 року — учень столяра, столяр.
У 1958—1961 роках — служба в Радянській армії.
З 1961 року — бригадир столярів Херсонського суднобудівного заводу (виробничого об'єднання імені 60-річчя Ленінського комсомолу) Херсонської області.
Освіта вища. Закінчив вечірній факультет Херсонського філіалу Миколаївського кораблебудівного інституту.
Член КПРС з 1977 року.
Потім — на пенсії в селі Станіслав Білозерського району Херсонської області і місті Херсоні.

## Нагороди
- ордени
- медалі